# Яли-Бахча
Яли-Бахча, Ели-Бахчі — триповерховий готель, пам'ятка архітектури місцевого значення. Знаходиться за адресою: Алушта, вул. Леніна, 2. Поставлений на облік рішенням № 48 Кримського облвиконкому від 20 лютого 1990 року.

## Історія
31 травня 1902 року Алушті найвищим маніфестом імператора Миколи II був присвоєний статус міста. А на Всеросійській гігієнічній виставці в Санкт-Петербурзі 1913 року місто було нагороджене срібною медаллю. З цього дня починається нова сторінка в історії курортного селища. Алушта відчувала проблему нестачі землі. Для розвитку інфраструктури міста доводилося йти на величезні витрати, пов'язані з викупом нових територій. У червні 1913 року за 129 тис. карбованців у двох власників Розенштейна і Касабова міське управління придбало для Алушти земельну ділянку, більшу частину якого займав фруктовий сад з поетичною назвою «Яли-Бахча» (тур. Сад біля моря). На садові ворота прикріпили табличку з написом «Ельдорадо». Незабаром в саду відбулося благодійне міське гуляння з балом і концертом на користь притулку «Ясла». З 10 червня 1914 року в саду вже грав полковий оркестр 52-го Віленського піхотного полку. Міське управління приймає рішення побудувати готель, що стане візитівкою Алушти. Згідно з кошторисом, будівництво 3-поверхової будівлі (найвищої будівлі в місті до кінця 1940-х років) повинно було обійтися в 188 тис. карбованців.
Розпочате в 1913 році будівництво передбачалося закінчити в 1915 році. Будівля повинна була відповідати вимогам гігієни, мати загальну їдальню, бібліотеку. На першому поверсі передбачалося розмістити 16 магазинів, на другому і третьому поверхах — 96 кімнат. Кухня, ванна та інші підсобні приміщення повинні були розташовуватися у підвальному приміщенні. Планування будівлі відрізнялася простотою і витонченістю. Кожна кімната мала вихід у внутрішній коридор і до сходів, для якнайшвидшого виходу з будівлі. Крім того, всі магазини, розташовані з боку теперішньої вулиці Леніна, мали безпосередні виходи назовні, а приміщення цокольного поверху — у двір. Всі номери готелю мали балкони з видом на гори і море.
Будівельними роботами керував алуштинський архітектор Ісакович Євген Самойлович. Купол будівлі було вкрито фабричної лускою, інші покрівельні роботи виконав підрядник Я. М. Чумаченко. Паркет на підлозі в номерах і коридорах виконав підрядник теслярських робіт Л. Ф. Харитонов. Опалення було зроблено за системою професора С. Д. Лукашевича, творця опалювальної системи Масандрівського палацу. Печі, здатні тримати тепло протягом 36 годин, виклав житель Алушти І. І. Чуваев. Штукатурні, ліпні роботи, сходи і балюстради були виконані Фрідріхом фон Сайм Гіммельстріеном, що мав фірму в Ялті. Одночасно з будівництвом йшла закладка саду та оранжереї.
Після закінчення спорудження прибутковий будинок «Яли-Бахча» збирались передати в оренду місцевому купцеві Ш. Файнбергу. На нього покладалось утримання будівлі, саду, оранжереї, пляжу і щорічна виплата міському управлінню 18 тис. карбованців оренди до (1920 року). Однак Перша світова війна внесла свої правки у долю будівлі. Уже в 1914 році, в ще недобудованому будинку розмістився шпиталь для солдатів. У цьому лазареті часто працювали колишні службовці імператорського двору, та й самі Великі княгині часто служили в них сестрами милосердя.
Будучи членом Союзу міст, що виник під час війни для вирішення нагальних проблем, Алушта Зборами уповноважених 19 червня 1915 року здає за 15 тис. карбованців на рік будівлю Яли-Бахча в оренду Союзу міст для облаштування там лазарету. Після Лютневої революції 1917 року в будинку влаштовують гімназію, незабаром в ньому розміщується і Алуштинська рада. Поступово все культурне життя Алушти сконцентрувалася в цій будівлі: працювала бібліотека, був створений перший в місті музей, проводилися знамениті літературні вечори, відбувалися перші знайомства з літературними творами. У цій будівлі вперше прозвучала «Невипивана чаша» І. С. Шмельова. Як готель будівля функціонувала до землетрусу 1927 року, курортний сезон в тому році не відбувся. Люди в саду «Яли-Бахча» перед відїздом, в очікуванні транспорту ночували прямо на землі. У будівлі звалилися тільки сходові марші. Незабаром будівлю відремонтували під керівництвом Григорьєва Сергія Вікторовича і утворили санаторій «Гірник», потім «Червоне Криворіжжя». У 1932 році у здравниці з'явився садівник Русанов І. Н., зусиллями якого сад санаторію знайшов славу найкрасивішого в окрузі.
З початком Другої світової війни будівля знову стає шпиталем. Під час окупації німецька адміністрація, відзначивши його переваги, обрала своєю резиденцією. Після війни будівля знов стала функціонувати як санаторій. До середини 1950-х років санаторій обслуговував понад 4 тис. відпочиваючих на рік.
Повна реконструкція в другій половині 1950-х років змінила вигляд будівлі. Фасад прикрасили колони, відкриті балкони, а з боку моря з'явилися веранди для кліматолікування. У 1959 році здійснили спробу укрупнення здравниці — відбулося об'єднання санаторію «Червоне Криворіжжя» з санаторієм «Метро». Саме в ці роки будівля отримує нову назву «Курортна поліклініка». У 1965 році будівлю ставлять на капітальний ремонт, що тривав 2 роки. Відремонтована, оснащена новим обладнанням курортна поліклініка часто стає базою для проведення конференцій з медицини, навчання медичного персоналу, для впровадження нових практик лікування. У 1981 році поліклініка прийняла на відпочинок і лікування понад 20 тисяч осіб. У 1982 році в санаторії пройшла наукова конференція під керівництвом А. Б. Шахназарова з проблеми повноти і після того в поліклініці почалося лікування хворих на ожиріння. Курортна поліклініка стає головним консультаційним пунктом і лікувальним центром міста.

## Сучасність
Неодноразовий переможець різних змагань місцевого і всесоюзного рівня, здравниця славилася спеціалістамі-новаторами. У часи Перебудови, змінивши назву на «Альбатрос», колектив одним з перших ввів платні послуги для приїжджих, які довгі роки не мали можливості отримувати такі послуги.
Рішенням Кримського облвиконкому від 20 лютого 1990 року будівлю було поставлено на облік як пам'ятку архітектури місцевого значення. З 2001 року будівля головного корпусу, що входить до складу комплексу Санаторій «Альбатрос», орендує підприємство ТОВ «Кронос» (входить до складу ІФД КапиталЪ). При проведенні в 2002 році технічного обстеження будівлі ДПІІ «Крим НДІ проектреконструкція» було встановлено невідповідність основних конструкцій вимогам до будівель, що зводяться в районах з підвищеною сейсмічною небезпекою. На підставі технічного висновку виникла потреба проведення робіт з реконструкції та реставрації будівлі.
У 2002–2003 роках був розроблений проект реконструкції та розширення комплексу «Альбатрос». За рахунок власних коштів ТОВ «Кронос» виконав реконструкцію корпусу з метою збереження будівлі. При реконструкції пам'ятника були виконані роботи з посилення несучих конструкцій будівлі, влаштування ліфтових шахт, відновлення втрачених елементів тераси на фасаді з боку моря, покрівлі, оздоблення інтер'єрів. На території прилеглого до будівлі парку були демонтовані будівлі та споруди, зведені в період експлуатації території санаторієм. Збудований басейн у південній стороні парку з майданчиками для відпочинку по периметру чаші басейну. Висаджені хвойні і листяні дерева, чагарники; розбиті квітники; видалена дика поросль.
22 лютого 2006 року Алуштинська міська рада продала 2,434 га території колишнього санаторія «Альбатрос» ТОВ «Кронос» за 3,086 млн грн. З 2008 року готелем Radisson Resort, Alushta керує Rezidor Hotel Group. 13 грудня 2013 року відбулось святкування 100-річного ювілею будівлі.